# إلف العشب نيوماني
إلف العشب نيوماني (الاسم العلمي: Philochortus neumanni)، تُعرف باسم عظاءة برتقالية الذيل، نوع من السحالي الحقيقية. هذا النوع مستوطن في شبه الجزيرة العربية في غرب آسيا.

## أصل التسمية
الاسم المحدد مُهدى لعالم الطيور الألماني أوسكار نيومان.

## النطاق الجغرافي
يوجد في السعودية واليمن.

## الوصف
من الناحية الظهرية، فهي بنية أو مسودة اللون مع ستة خطوط صفراء ضيقة. بطنيًا، بيضاء. يبلغ طول الخطم إلى الفتحة (SVL) قرابة 8 سم (3.1 بوصة). الذيل طويل جدًا ، قرابة 20 سم (7.9 بوصة).

## التكاثر
إلف العشب نيوماني بيوضي التكاثر.

## للاستزادة
- Arnold EN (1986). "A Key and Annotated Checklist to the Lizards and Amphibaenians of Arabia". Fauna of Saudi Arabia 8: 385–535.
- Matschie P (1893). "Ueber einege von Herrn OSCAR NEUMANN bei Aden gesammelte und beobachtete Säugethiere, Reptilien und Amphibien ". Sitzungs-Berichte der Gesellschaft Naturforschender Freunde zu Berlin 1893: 24–31. (Philochortus neumanni, new species, pp. 30–31). (in German and Latin).